# Mittkurs
Mittkurs är ett mått på hur en valuta värderas mot en annan på marknaden. Ett exempel är det svenska systemet där man varje dag låter de svenska bankerna producera en fixkurs, dvs (värdet man köper valutan + värdet man säljer valutan)/2. Mittkursen är sedan genomsnittet för alla dessa fixkurser.